# Schlossbrauerei Maxlrain

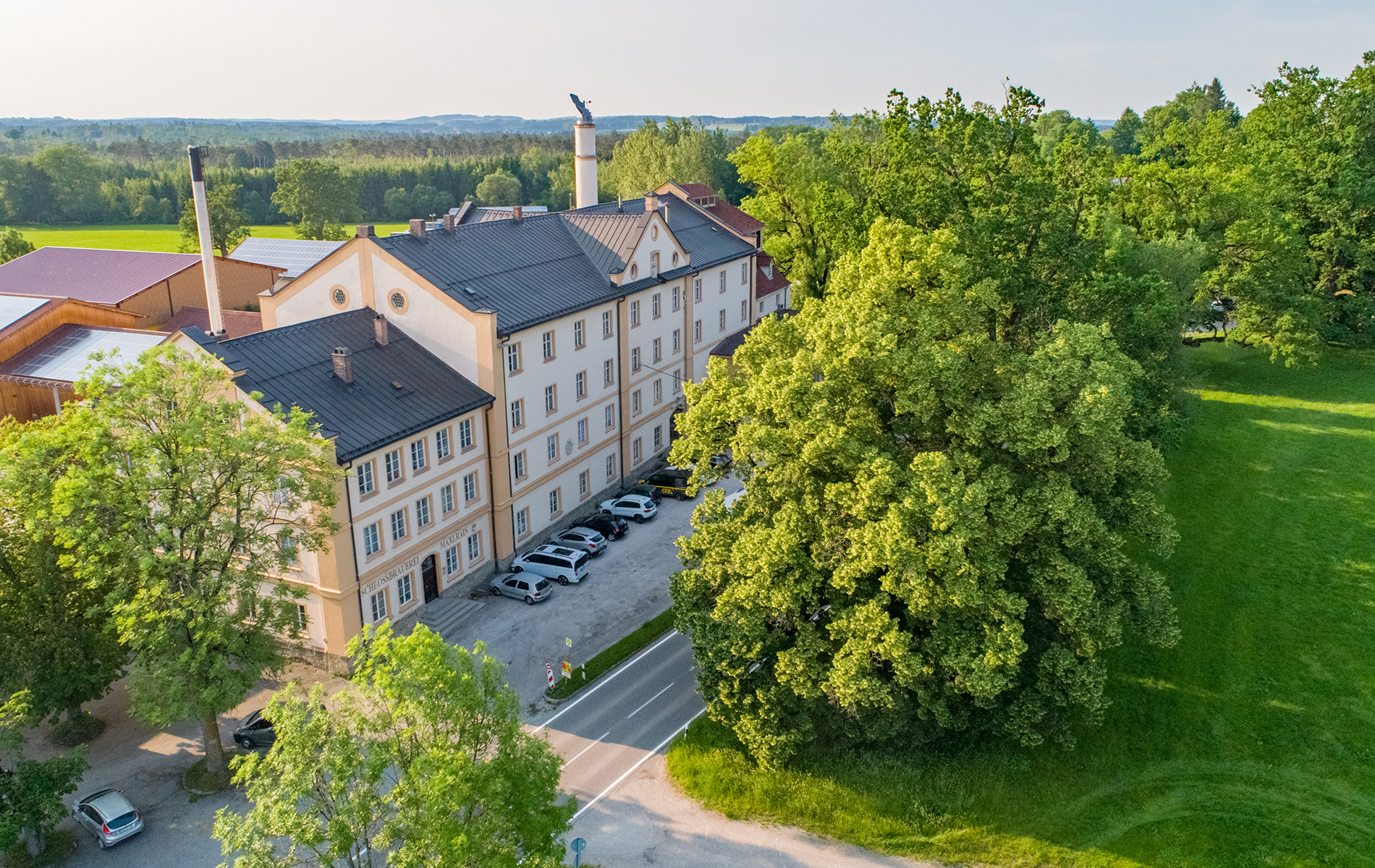
Die Schlossbrauerei Maxlrain, Juni 2019

Die Schlossbrauerei Maxlrain ist eine Brauerei in Maxlrain, einem Ortsteil der Gemeinde Tuntenhausen im oberbayerischen Landkreis Rosenheim.

## Geschichte
Im Jahre 1746 erwirkte Gräfin Josepha von Lamberg von Kurfürst Maximilian III. Joseph offiziell die Erlaubnis, auf Maxlrain braunes Bier zu brauen, indem sie nachwies, dass das Braurecht in Maxlrain schon seit über 100 Jahren ausgeübt worden sei. Die Brauerei wurde 1636 erstmals urkundlich erwähnt. Maximilian von Arco-Zinneberg erwarb 1870 Schloss und Brauerei für seinen Sohn Ludwig von Arco-Zinneberg, der mit seiner Frau, Gräfin Schaesberg, den Ostflügel anbaute. Mit seiner zweiten Frau, Prinzessin Lobkowitz, baute er den Westflügel hinzu. Bis 1900 wurde im Schloss Maxlrain gebraut, danach im neu errichteten Brauhaus. Von 1986 bis 2023 leitete Erich Prinz von Lobkowicz die Brauerei. Nachfolger wurde sein Sohn Peter Prinz von Lobkowicz.

## Sortiment und Auszeichnungen
Die Brauerei bietet 16 verschiedene Biere an, darunter helles Bier, Weizenbier, Pils und saisonale Spezialitäten.
Von 2008 bis 2020 wurde die Brauerei jährlich mit dem Bundesehrenpreis ausgezeichnet. Keine deutsche Brauerei erhielt den Bundesehrenpreis in diesem Zeitraum öfter.
Als Deutschlands Brauerei des Jahres wurde sie 2012 und 2016 vom Bundesministerium für Ernährung und Landwirtschaft ausgezeichnet.

## Sonstiges
Die Brauerei ist Mitglied im Brauring, einer Kooperationsgesellschaft privater Brauereien aus Deutschland, Österreich und der Schweiz.